# グレーチ
グレーチ（伊: Greci）は、イタリア共和国カンパニア州アヴェッリーノ県にある、人口約700人の基礎自治体（コムーネ）。

## 地理

### 位置・広がり

#### 隣接コムーネ
隣接するコムーネは以下の通り。括弧内のBNはベネヴェント県、FGはフォッジャ県（プッリャ州）所属を示す。
- アリアーノ・イルピーノ
- カステルフランコ・イン・ミスカーノ (BN)
- ファエート (FG)
- モンタグート
- オルサーラ・ディ・プーリア (FG)
- サヴィニャーノ・イルピーノ